# Triérarchie

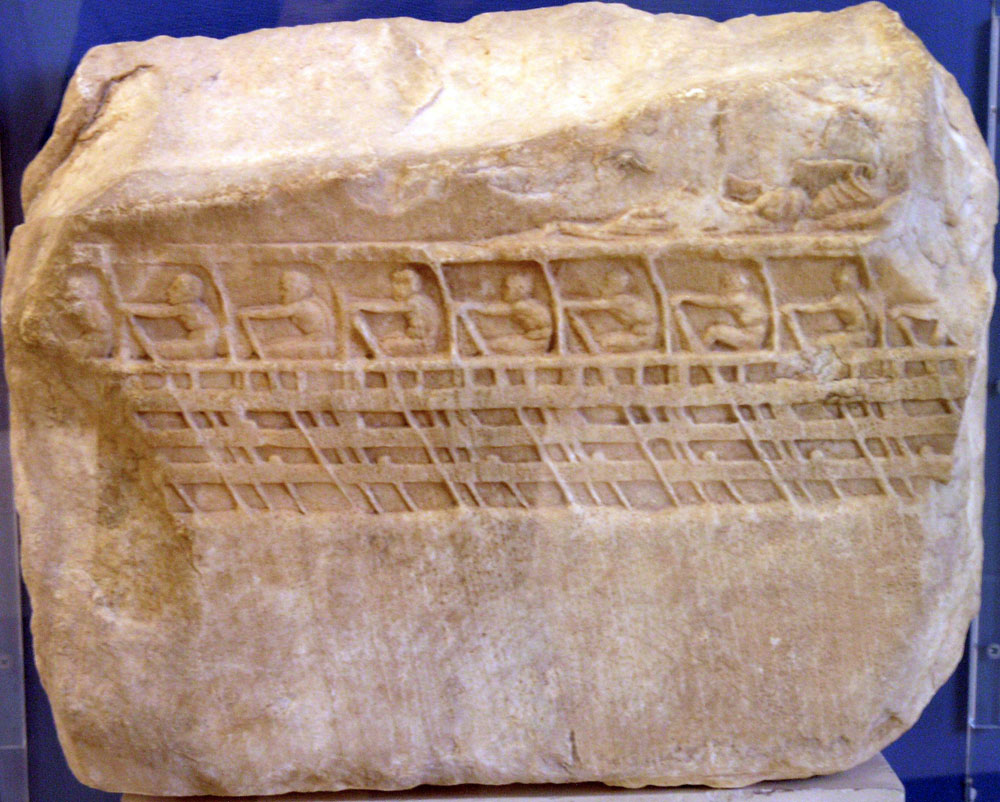
Relief Lenormant : trière athénienne à neuf rameurs, vers 410-400 av. J.-C., musée national archéologique d'Athènes.

En Grèce antique, la triérarchie (τριηραρχία / triêrarkhía) est une liturgie militaire, qui consiste à équiper une trière et à entretenir son équipage pendant un an. On la connaît notamment à Athènes : peut-être date-t-elle de la loi navale de Thémistocle en -483/-482, mais son fonctionnement ne nous est bien connu que pour le IVe siècle av. J.-C..

## Description
La cité fournit les agrès et la coque, à charge pour le triérarque de les entretenir pour les rendre en parfait état un an après. Ce dernier doit également engager l'équipage à même de manœuvrer le navire, et en assurer le commandement. Peut-être la construction des navires eux-mêmes se faisait-elle par l'intermédiaire des triérarques, mais il semble que ce n'était qu'à leur initiative pour démontrer leur attachement à la cité, de la même façon qu'ils pouvaient payer la solde de l'équipage, délivrer une prime aux rameurs ou fournir leurs propres agrès.
Le triérarque est choisi par l'un des stratèges parmi les plus riches citoyens, métèques et archontes exceptés. La personne retenue est ensuite exemptée de liturgies pendant les deux années qui suivent. Dans l'Athènes du Ve siècle av. J.-C., la cité a besoin chaque année de plusieurs centaines de triérarques pour maintenir sa flotte. Au IVe siècle av. J.-C., on passe d'une centaine de triérarques en début de siècle à 400 à l'époque de Démosthène. La triérarchie représente une charge financière très lourde, de l'ordre de 4 000 à 6 000 drachmes, d'autant qu'un triérarque jugé responsable de la perte du navire devait en outre, d'après une inscription de la fin du IVe siècle av. J.-C., verser une amende forfaitaire de 5 000 drachmes, ce qui devait correspondre au coût moyen de construction du navire. Le montant  de la liturgie elle-même varie suivant l'état et l'âge du navire assigné, ainsi que de la durée de la campagne militaire. Dans Les Cavaliers d'Aristophane, l'un des personnages menace ainsi l'un de ses ennemis :

« Moi, je te ferai désigner

pour l'équipement d'un navire.

Toute ta bourse y passera :

car tu n'auras qu'un vieux rafiot
/
et il te faudra sans répit

payer d'autres rafistolages.

Et je saurai me débrouiller

pour que te soit attribuée

une voile toute pourrie ! »

Les triérarchies se multipliant pendant la guerre du Péloponnèse, la cité introduit, après l'expédition de Sicile, le principe de la syntriérarchie : il s'agit de répartir la charge entre deux personnes. La mesure étant encore insuffisante, la loi de Périandre applique en 357 av. J.-C. le système de l’eisphora à la triérarchie : elle crée 20 groupes ou symmories (συμμορίαι / summoríai) de 60 personnes, qui se partagent la responsabilité d'une trière, sans qu'il y ait obligation de commandement comme auparavant. À l'initiative de Démosthène, ce système fut abandonné en -340 : on en revint à une prise en charge par un seul individu (parmi les 300 citoyens les plus riches) du coût d'entretien et du commandement d'une trirème.
Le seuil à partir duquel un Athénien peut être soumis à la triérarchie est inconnu. L'orateur Isée indique qu'un bien de cinq talents (30 000 drachmes) est suffisant ; cette déclaration a paru invraisemblable au vu de la ponction que cela représenterait. En effet, un tel patrimoine génère un revenu annuel de 2 400 drachmes — le rendement moyen de la terre est de 8 % au IVe siècle av. J.-C. — ce qui est insuffisant pour couvrir le coût d'une triérarchie et à peine suffisant pour une syntriérarchie. Il est possible qu'Isée ait volontairement exagéré pour accabler ses adversaires, ou que des citoyens, par désir de se mettre en avant, se soient proposés pour être triérarques avec des moyens financiers un peu justes. Inversement, les citoyens dont on sait qu'ils ont été triérarques possèdent des fortunes de l'ordre du double de ce que cite Isée : 8,5 talents au moins pour Critobule, 10 talents pour Démosthène et plus de 16 talents pour Dicéogénès. Un capital de 10 talents paraît donc être un montant minimum vraisemblable, soit une ponction de 3,33 % sur la fortune totale pour une syntriérarchie. À l'époque hellénistique, la triérarchie se maintient dans de nombreuses cités, comme Priène ou, au Ier siècle av. J.-C. encore, dans des cités libres comme Rhodes ou sujettes de Rome comme Milet.

## Rome
Sous l'Empire romain, le commandant d'un navire était appelé navis magister - ou navarque. Ces grades équivalent à celui de centurion mais ils sont socialement inférieurs. L'emploi du terme triérarque est peut-être lié aux contacts avec les flottes hellénistiques de l'époque antérieure à César. Il peut désigner le commandant d'un navire important ou le chef d'une petite division navale ou d'une escale permanente de la flotte de guerre (Tacite, Histoires, II, 16).